# 1041 Аста
1041 Аста (1041 Asta) — астероїд головного поясу, відкритий 22 березня 1925 року.
Тіссеранів параметр щодо Юпітера — 3,169.